# Kyle Van Noy
(en) Statistiques sur pro-football-reference
Kyle Van Noy (né le 26 mars 1991 à Reno, Nevada) est un joueur américain de football américain évoluant au poste de linebacker. Sélectionné lors de la draft 2014 de la NFL en 40e position par les Lions de Détroit, il y reste deux saisons avant d'être échangé lors de la saison 2016 aux Patriots de la Nouvelle-Angleterre avec qui il remporte les Super Bowls LI et LIII.
Depuis la saison 2023, il joue pour les Ravens de Baltimore.

## Biographie

### Carrière universitaire
Kyle Van Noy joue pour les Cougars de BYU de 2010 à 2013.

### Carrière professionnelle

#### Lions de Détroit
Sélectionné en 40e position lors de la draft 2014 de la NFL, Kyle Van Noy signe un contrat de quatre ans avec les Lions de Détroit le 5 juin 2014. Il manque le début de la saison à cause d'une blessure abdominale et ne dispute que huit rencontres en 2014. Le 11 septembre 2016, il est titulaire pour la première fois de sa carrière lors d'une rencontre contre les Colts d'Indianapolis. Un mois plus tard, il est échangé avec un choix de 7e tour aux Patriots de la Nouvelle-Angleterre contre un choix de 6e tour.

#### Patriots de la Nouvelle-Angleterre
Les Patriots de la Nouvelle-Angleterre recrutent Kyle Van Noy par échange afin de renforcer une position de linebacker affaiblie à la suite du transfert de Jamie Collins. Après avoir raté les deux premières rencontres, Van Noy réalise ses débuts sous son nouveau maillot contre les 49ers de San Francisco. Il réalise un sack et trois plaquages lors de ce match. Le 4 décembre 2016, il réussit sa première interception en carrière lors d'une victoire contre les Rams de Los Angeles et Jared Goff. À la fin de la saison, il remporte le Super Bowl LI avec les Patriots.

#### Dolphins de Miami
Le 16 mars 2020, devenu agent libre, il signe un contrat de quatre ans d'une valeur de 51 millions de dollars avec les Dolphins de Miami.

## Palmarès
- Vainqueur des Super Bowls LI et LIII avec les Patriots de la Nouvelle-Angleterre